# Ernst Küppers

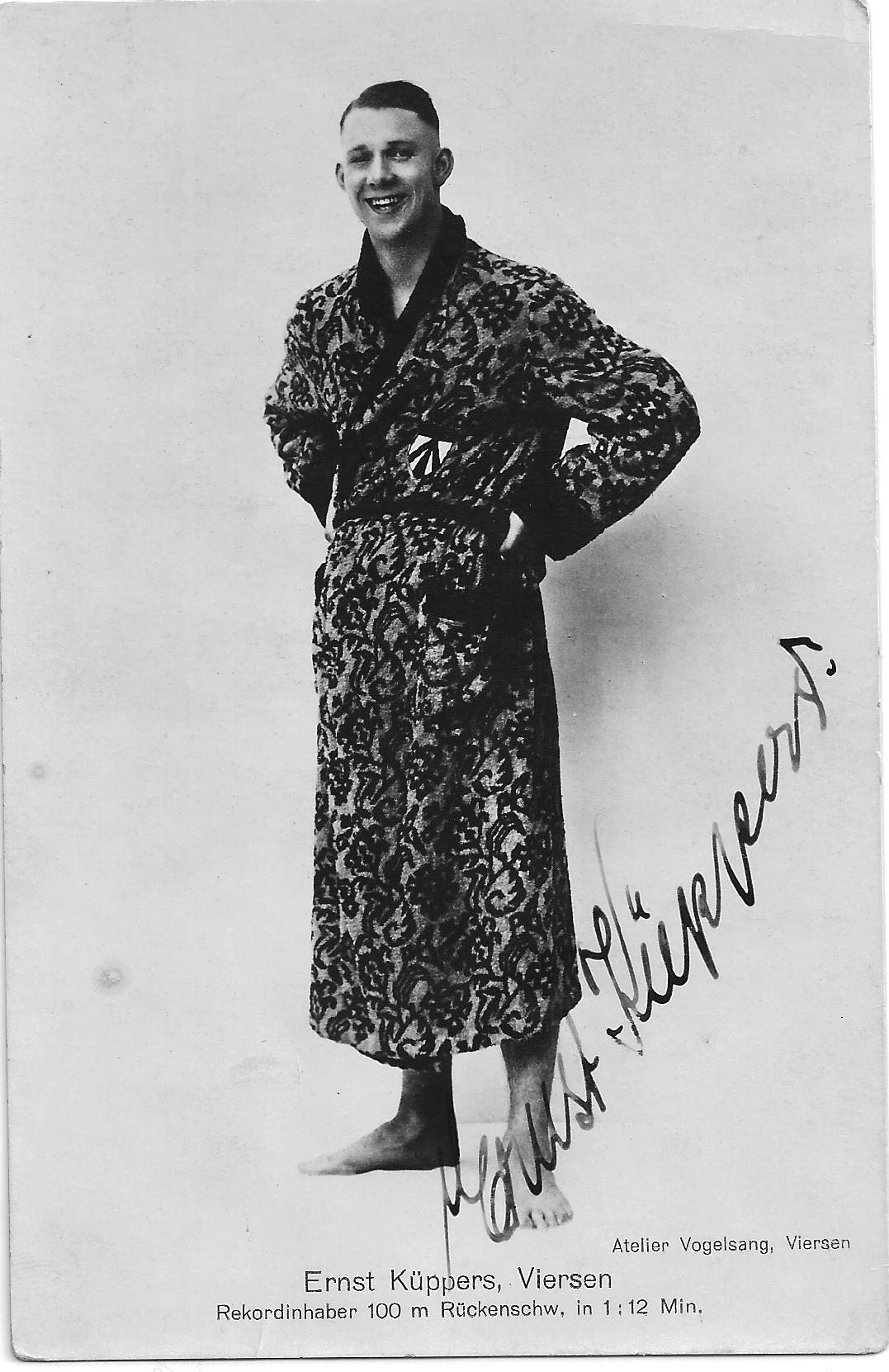
Ernst Küppers, mit Unterschrift

Ernst Küppers (* 9. Juli 1904 in Viersen; † 23. Juli 1976 in Nordhorn) war ein deutscher Schwimmer.
Küppers war sechs Mal Deutscher Meister über 100 m Rückenschwimmen, von 1927 bis 1930 für den Viersener Schwimmverein 06 sowie 1932 und 1933 für den SV Weser Bremen 1885. Er schwamm auch fünf Europa-Rekorde. Er nahm an den Olympischen Spielen 1928 in Amsterdam und 1932 in Los Angeles teil, wo er jeweils als schnellster Europäer Fünfter wurde. Er wurde bei den Europameisterschaften in Bologna 1927 trotz großen Vorsprungs disqualifiziert. Bei den Europameisterschaften 1934 in Magdeburg wurde er mit 1:08,2 min Zweiter hinter dem Briten John Besford.
Ab 1953 war er Leiter des damals neu errichteten Nordhorner Hallenbads und übernahm die sportliche Leitung des Nordhorner Wassersportvereins, in dem auch sein Sohn Ernst-Joachim startete. Unter seiner Trainingsleitung schwamm der Wassersportverein Nordhorn über 50 Deutsche Einzel- und Staffelrekorde.
Küppers war verheiratet mit Reni Erkens (Deutsche Meisterin und Olympiateilnehmerin 1928) und hatte zwei Kinder, Margot und Ernst-Joachim (Silbermedaille bei den Olympischen Spielen in Tokio 1964).